# Michael Hemmingsen
Michael Hemmingsen, né le 2 octobre 1967 à Odense au Danemark, est un footballeur danois, reconverti entraîneur..

## Biographie

### Carrière de joueur
Né à Odense au Danemark, Michael Hemmingsen joue notamment pour le Brændekilde Bellinge, l'Assens FC et le B 1909 Odense. Mais il se fait surtout connaître à l'Odense BK, où il fait la majorité de sa carrière.

### Carrière d'entraîneur
Michael Hemmingsen entame sa carrière d'entraîneur avec l'Odense BK directement après avoir terminé sa carrière de joueur, devenant l'adjoint de Bruce Rioch en juillet 2005, puis de Lars Olsen. En juin 2009, Michael Hemmingsen est nommé entraîneur principal de SønderjyskE pour un contrat de trois ans, bien qu'il n'a pas encore le diplôme requis pour le poste. Il se voit toutefois accorder un délai pour régler ce problème. 
En mai 2011, après être parvenu à maintenir SønderjyskE en première division lors de la saison 2010-2011 Hemmingsen annonce son départ du club, et rejoint le Randers FC, qui vient d'être  relégué en deuxième division danoise. Il justifie son choix de quitter un club de première division pour un autre qui vient de descendre en affirmant que Randers est un plus grand club que SønderjyskE et qu'il a besoin d'un nouveau challenge. Il déclare son désir de remonter directement dans l'élite au bout d'un an. Hemmingsen réussit à faire remonter le club en première division dès sa première année, mais c'est également sa seule expérience avec Randers puisqu'il est licencié en juillet 2012, seulement quelques jours avant la saison 2012-2013. Il est alors remplacé par Colin Todd,.
Le 3 septembre 2015, Hemmingsen est nommé entraîneur principal du FC Vestsjælland, à la suite du limogeage de Michael Hansen.
En 29 mars 2017, Michael Hemmingsen prend la succession de Mogens Krogh, limogé quelques jours plus tôt, afin d'occuper le rôle d'entraîneur principal du Næstved BK.
Le 27 décembre 2019, l'Odense BK annonce le retour de Michael Hemmingsen, où il est installé au poste de directeur sportif.
Le 28 juin 2022, Michael Hemmingsen devient l'entraîneur principal du Fremad Amager. Il prend officiellement ses fonctions le 17 juillet 2022.